# Eumannia stephaniaria
Eumannia stephaniaria là một loài bướm đêm trong họ Geometridae.